# Бантиков, Владимир Андреевич
Влади́мир Андре́евич Ба́нтиков (28 августа 1944, Пушкин, Ленинград — 1991) — советский российский живописец.

## Биография
Родился в 1944 году в семье ленинградского художника Андрея Бантикова и Веры Кашутовой. Учился в средней художественной школе при Институте живописи, скульптуры и архитектуры имени И. Е. Репина, которую окончил в 1963 году. Затем получил высшее художественное образование на художественно-графическом факультете Ленинградского государственного педагогического института имени Герцена, окончил вуз в 1971 году, исполнив выпускную работу в виде серии иллюстраций к «Пиковой даме» А. С. Пушкина. Будучи принят в Творческое объединение молодых художников и искусствоведов при ЛОСХе в 1976 году, после ряда успешных выступлений на ленинградских, республиканских и Всесоюзных выставках, в 1977 году был утвержден членом Союза художников СССР и состоял в секции живописи Ленинградской организации Союза художников. Бантиков всю жизнь прожил в городе Пушкине. Скончался в 1991 году после тяжёлой болезни, похоронен на Казанском кладбище, его могила занесена в список исторических захоронений Царскосельского некрополя.

## Творчество
Работы Владимира Бантикова известны главным образом за рубежом. Большинство картин находятся в галереях, музеях и частных коллекциях России, Армении, Германии, США, Франции, Японии и других стран.
Немногочисленные сохранившиеся работы художника просты, понятны и одновременно наполнены завораживающей атмосферой магического реализма, — притягивающей внимание, вызывающей эмоции и наводящей на размышления. В отличие от Виллинка, Магритта, Шагала и других авторов, использовавших в своих работах художественный метод магического реализма, картины Владимира Бантикова отличает особая техника цветового построения рисунка. Легко узнаваемые объекты, предметы и образы на его полотнах погружены в атмосферу загадочного света, который наполняет композицию удивительным «сказочным ореолом» В картинах Бантикова реальность запечатленного момента окутана мистической философией внутреннего мира художника, который превращает обыденные вещи в своеобразный сказочный мир, наполненный удивительными необъяснимыми событиями и явлениями. Скорее всего, именно такое субъективное мировоззрение советского художника, отличное от строгой реалистичной картины мира, стало причиной миграции работ Владимира Бантикова за рубеж, где к тому моменту уже сформировался устойчивый интерес среди коллекционеров и критиков к данному направлению живописи.
В 2009 году при участии фотографа Аркадия Захарова был подготовлен к печати каталог включающий 218 работ Владимира Андреевича Бантикова. Во вступительной части каталога старший научный сотрудник Государственного Русского музея и Действительный член Петровской академии наук и искусств Сергей Николаевич Левандовский представил всестороннюю оценку творческого пути художника и его работ:
«В. А. Бантиков работал целеустремленно и очень плодотворно, преимущественно в области станковой живописи, стремясь к выработке собственного индивидуального стиля, основанного на творческом претворении традиций классического искусства, как реалистического, так и романтического. Для него характерны обостренное внимание к проблемам композиции и колорита, тонкий психологизм образов, наделенных богатством эмоциональных оттенков, высокая одухотворённость произведений».
Активный художник, В. А. Бантиков постоянно участвовал во многих художественных выставках, в том числе зарубежных. Так, в 1970-е годы известная собирательница произведений русских живописцев и организатор выставок советского искусства в Японии госпожа Накамура неоднократно отбирала произведения художника («Ветка яблони», «Натюрморт» и др.) для показа своим соотечественникам. Об этом свидетельствуют изданные ею каталоги выставок с участием В. А. Бантикова.
Незаурядный мастер сюжетной картины, портретной живописи, пейзажа и натюрморта, в 1990 году он провел свою персональную выставку в составе группы из четырех художников (совместно с близкими ему по своим творческим устремлениям живописцами А. М. Булдаковым, Н. П. Пятахиным и И. В. Фадиным) в выставочных залах Союза художников РСФСР на Охте. (См. Каталог выставки: Владимир Бантиков. Анатолий Булдаков. Николай Пятахин. Игорь Фадин. Л.: Художник РСФСР, 1989).
Экспозиция выставки вызвала большой интерес у коллег-художников и специалистов — искусствоведов и музейных работников и была положительно отмечена прессой и зрителем, о чем свидетельствовали многочисленные публикации в газетах и отзывы посетителей выставки. В том же году в залах ЛОСХ экспонировалась его персональная выставка, высоко оцененная профессионалами — художниками и критиками. В отзывах и рецензиях справедливо отмечаются сложность, содержательная наполненность творчества В. А. Бантикова: «Образы, созданные художником, непросты и неоднозначны. В них прихотливо соединяются авторская ирония и симпатия. Художник восхищается внутренним миром своих героев, иногда иронизирует над ними, раскрывает контрастные темпераменты, размышляет о смене поколений». Наряду с этим для него неизменно свойственно «увлечение красотой видимого мира».
Обладая даром незаурядного портретиста, В. А. Бантиков создал большое количество серьезных композиционных портретов современников, своих коллег-художников, представителей артистического и научного мира. Среди них выделяются портреты живописца Орадова (1975), народного артиста Никиты Александровича Долгушина («Сомнение», 1980) и целый ряд других. Большой интерес представляют автопортреты художника, свидетельствующие о непрестанных и напряженных творческих поисках, интенсивной работе ума и сердца. Много работал художник и над своеобразными историческими портретами. Это образы М. Ю. Лермонтова, Л. Н. Толстого, С. В. Рахманинова, Ф. Ницше и др. Обращался он также к острым социально-политическим сюжетам, свидетельством чего может служить выразительное полотно «Диктатор» (1975), намного опередившее и как бы предвосхитившее появление широко известного фильма Тенгиза Абуладзе «Покаяние».
Большой раздел творческого наследия В. А. Бантикова составляют проникновенные, исполненные подлинного лиризма и нравственной чистоты девичьи и женские образы. Это и портреты конкретных лиц, и полотна обобщенного характера: «Утро» (1984), «Ожидание» (1975), «Хозяйка» (1974), «Белая шаль» (1982) и многие другие. С увлечением писал художник русскую природу, запечатлевая ее в разных состояниях, но с одинаковой проникновенностью, что придает исключительное очарование даже небольшим, но вполне законченным натурным этюдам, в которых всегда присутствует определенная художественная задача, что и наделяет эту серию несомненной значительностью.
Целый цикл пейзажей В. А. Бантиков посвятил горячо любимому им городу Пушкину, историческим памятникам Царского Села, в частности, создал впечатляющую серию «Государев Феодоровский собор» («Последний луч», «Зимний пейзаж», «Светлый вечер», «Сумерки», «Перед закатом» и многие другие) Необходимо отметить особый декоративный дар живописца, чрезвычайно ярко воплотившийся и в его натюрмортах, цветочных композициях и во многих других работах. В. А. Бантиков постоянно выполнял для КЖОИ — Комбината живописно-оформительского искусства — заказы на живописные работы для различных учреждений и организаций Ленинграда и других городов нашей страны, причем результаты его труда неизменно отмечались похвалой Художественных Советов.
Талантливого живописца занимали не только проблемы образного, всегда эмоционально насыщенного воплощения своих оригинальных замыслов, но и вопросы сугубо технического порядка, технологии материалов. Он постоянно экспериментировал с пигментами, самостоятельно готовил необходимые краски соответствующих оттенков, не удовлетворяясь имеющимися продаже. Это придает особую ценность, уникальность его произведениям. К творчеству мастера проявляли интерес и академические учреждения. Так, Научно-исследовательский институт теории и истории изобразительных искусств Академии художеств СССР запрашивал у него сведения биографического характера и данные об основных произведениях для публикации в Библиографическом словаре «Художники народов СССР».
Даже в конце жизни, уже будучи тяжело больным, В. А. Бантиков продолжал активную творческую деятельность. (Кстати, большую помощь и заботу о здоровье своего старого товарища по СХШ оказал всемирно известный художник и скульптор Михаил Шемякин, присылавший дефицитные лекарства, которые в то время невозможно было достать). В феврале 1991 года живописец получил ответственный заказ Софийского Собора г. Пушкина на выполнение четырех крупных произведений: «Благовещение», «Рождество», «Сретенье», «Крещение». К сожалению, эта работа не смогла получить своего завершения по причине обострившегося состояния здоровья автора.
Произведения В. А. Бантикова находятся в собраниях крупнейших музеев России, во многих картинных галереях и частных коллекциях за рубежом. Народный художник России, член-корреспондент Академии художеств Евгений Демьянович Мальцев, бывший в свое время Председателем Правления ЛОСХ, депутатом Верховного Совета, писал: «Ленинградский Союз художников считает, что созданные художником В. А. Бантиковым работы имеют огромную художественную ценность и должны быть сохранены для государства». Его произведения неизменно вызывали и продолжают вызывать большой зрительский интерес. Недаром об искусстве живописца, его достижениях был создан телевизионный фильм «В поисках русской души» (режиссер А. Соколов, ГТРК 5 канал). Владимир Андреевич Бантиков скончался в 1991 году и был похоронен в г. Пушкине, на Казанском кладбище — месте, где покоятся многие известные деятели науки, культуры, военные. Могила его занесена в список исторических захоронений Царскосельского Некрополя.
Однако творческое наследие художника отнюдь не умирает, — его работы живут, волнуют зрителей, участвуют во всевозможных выставках и аукционах. Так, например, осенью 2005 года в Ереване во время проведения «Дней Санкт-Петербурга» была открыта выставка работ ведущих петербургских художников, переданных в дар Национальной картинной галерее Армении. Среди них была и картина В. А. Бантикова. На международном фестивале музеев во Франкфурте-на-Майне Домом-музеем художника В. А. Бантикова была представлена коллекция его работ, экспозиция которой сопровождалась сольным концертом — фортепианной импровизацией Игоря Смирнова по мотивам выставленных полотен.
Работы В. А. Бантикова появляются и на крупнейших международных художественных аукционах. Одно из значительных его произведений — «Красная рябина» (1979) была выставлена в рамках «Русского аукциона» в столице Швеции Стокгольме 13 марта 2008 года. Стокгольмский аукцион произведений искусства, живописи и декоративно-прикладного искусства «Stockholm Auktionsverk» — один из престижных мировых художественных аукционов, где В. А. Бантиков был представлен в одном ряду с другими русскими художниками XIX и XX вв., в том числе И. К. Айвазовским, В. И. Суриковым, И. Е. Репиным, К. Е. Маковским, М. О. Микешиным, Е. А. Лансере, А. И. Мещерским, нашими современниками Э. И. Неизвестным, А. Т. Зверевым, Б. А. Тальбергом и другими выдающимися мастерами. Светлый, неповторимый и обаятельный облик Владимира Андреевича Бантикова с благодарностью сохраняют в душе все его знавшие, и он навеки запечатлен в его замечательных творениях."

## Дом-музей в Пушкине
В городе Пушкине (дом 19 по Московской улице, бывший флигель усадьбы семьи Голлербах) вплоть до пожара летом 2011 года в уже аварийном двухэтажном здании располагался дом-музей художника, где были представлены его работы, коллекция книг и икон, подаренных кем-то из священнослужителей в знак благодарности за реставрационные работы в храмах. Большая часть наследия была утрачена в результате пожара, сохранились лишь некоторые картины художника, которые находились в галереях, частных коллекциях и личных архивах семьи.

## Работы
Скорее всего, список неполный и включает лишь отдельные известные работы.
- «Золотой песок», 1964, картон, масло, 10,5х22,5
- «Юдифь», 1968, картон, масло, 21,5х15,5
- «Стог сена», 1969, картон, масло, 22х33
- «Автопортрет», 1970, бумага, акварель, 37х34
- «Лиза (иллюстрация к роману А. С. Пушкина „Пиковая дама“)», 1971, бумага, акварель, 35х29
- «Собор», Импровизация № 3. 1971, картон, масло, 17х17
- «Бабье лето», Импровизация № 2, 1973, картон, масло, 22х16
- «Зимний пейзаж», 1974, холст, масло, 43х62
- «Портрет шейха Орадова», 1975, холст, масло, 55х69
- «Озеро Сенеж», 1975—1977, холст, масло, 43х85
- «Автопортрет (с голубым шарфом)», 1977, холст, масло, 50х40
- «Портрет молодого человека» 1977 дерево, масло 62х36
- «Девушка из Павловска», 1977, картон, масло, 45х36
- «Туманы на Сенеже», 1977, холст, масло, 56х103
- «Красный цветок», 1977, холст, масло, 56х103
- «Багровый закат», 1978, холст, масло, 40,5х30,5
- «Лилии», 1978, холст, масло, 25х35
- «Красная рябина», 1979, холст, масло, 86х71
- «Сумерки в саду», 1979, холст, масло, 39х70
- «Березки», 1980, картон, масло, 19х24
- «Полевые цветы», 1981, картон, масло, 12х7
- «Аленький цветочек», 1981, картон, масло. 22х16,5
- «Букет в синем», 1984, дерево, масло, 62х36
- «Летний вечер», 1985, холст, масло, 75х100
- «Екатерининский дворец», 1985, картон, масло, 45х35
- «Утро на озере», 1985, картон, масло, 44х34
- «Ночная фантазия», 1985, холст на картоне, масло, 34х50
- «Дон Жуан и донна Анна», 1986, холст, масло, 125х100
- «Две розы», 1986, картон, масло, 60х40
- «Смольный собор», 1987, холст, масло, 100х56
- «Портрет доктора В. Юргеля», 1991, холст на картоне, масло, 56х51